# Americana Music Honors & Awards

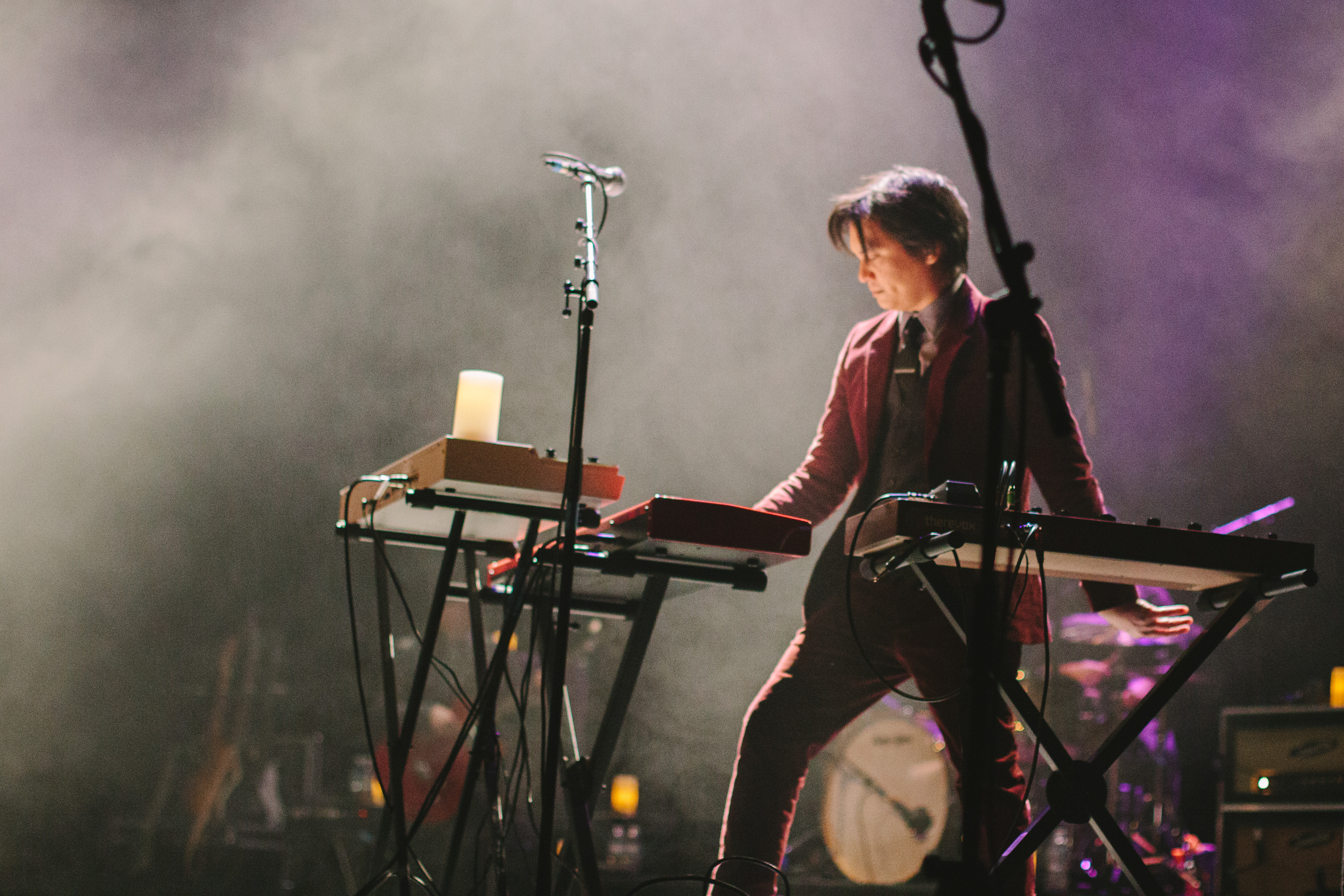
Jason Isbell

The Americana Music Honors & Awards es el evento insignia de la Americana Music Association. Comenzados en 2002, distinguen a los miembros de la comunidad de la música Americana.

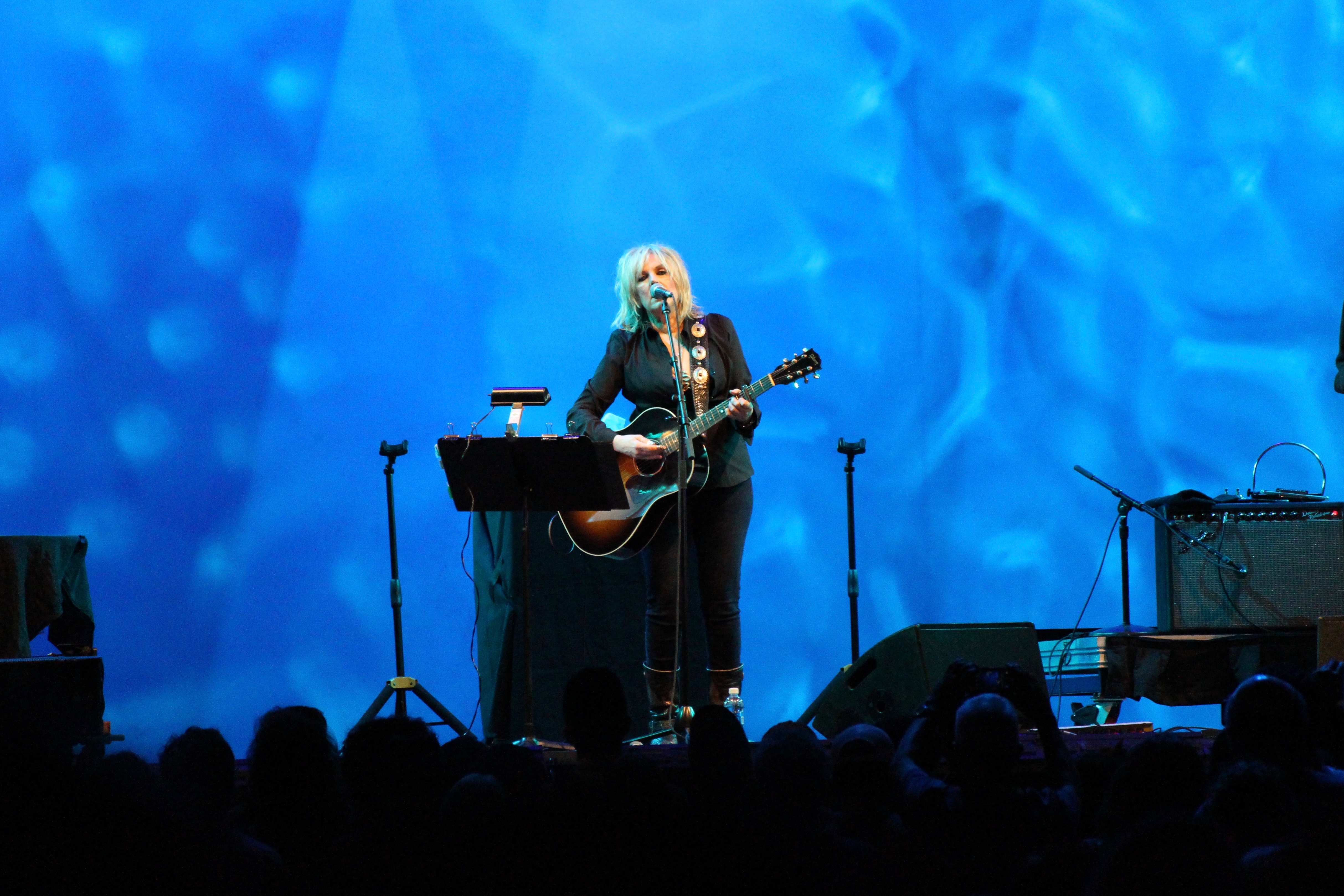
Lucinda Williams al Lincoln Center en el Out Of Doors concert, New York, agosto de 2016

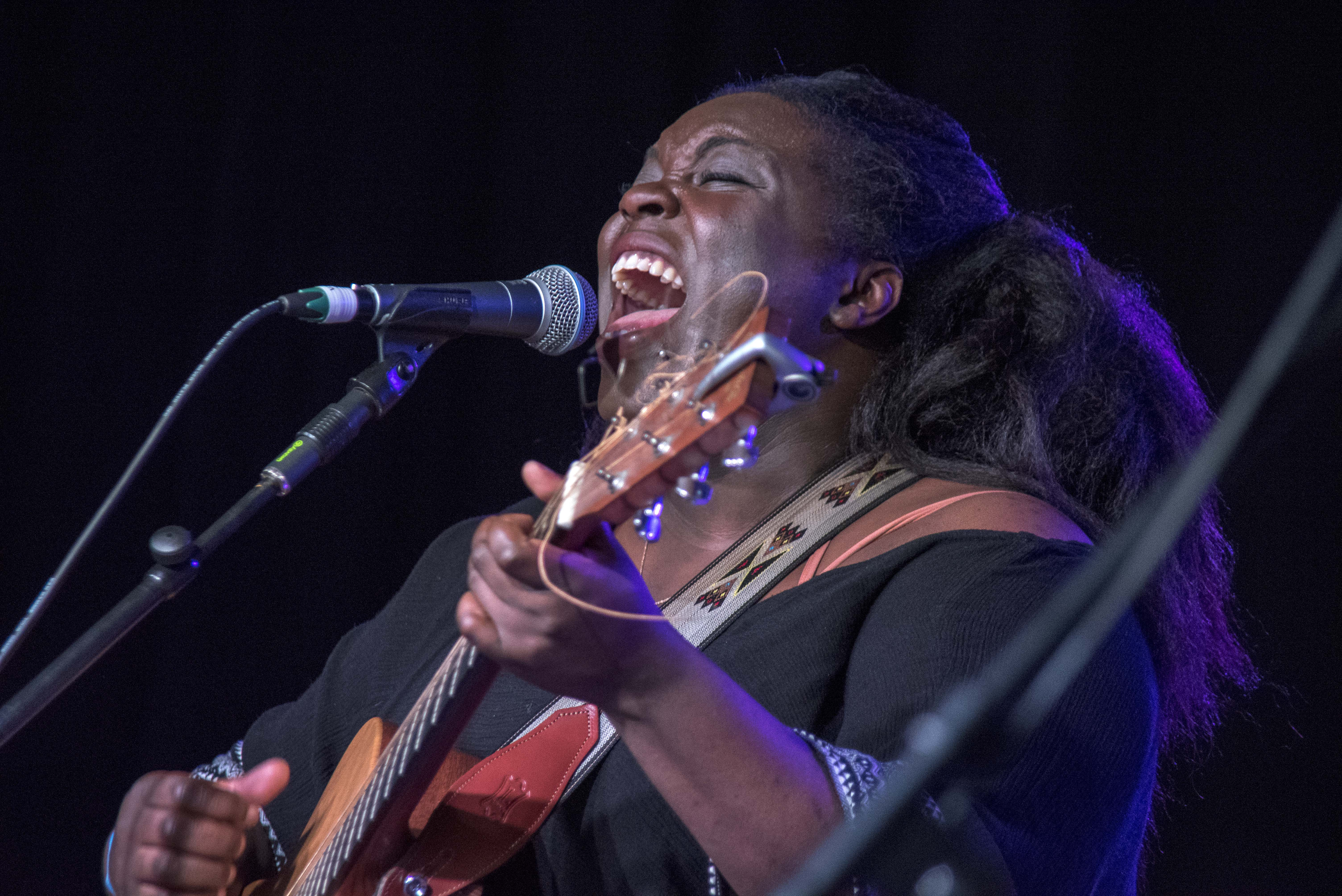
Yola

## Acto anual de entrega de los premios

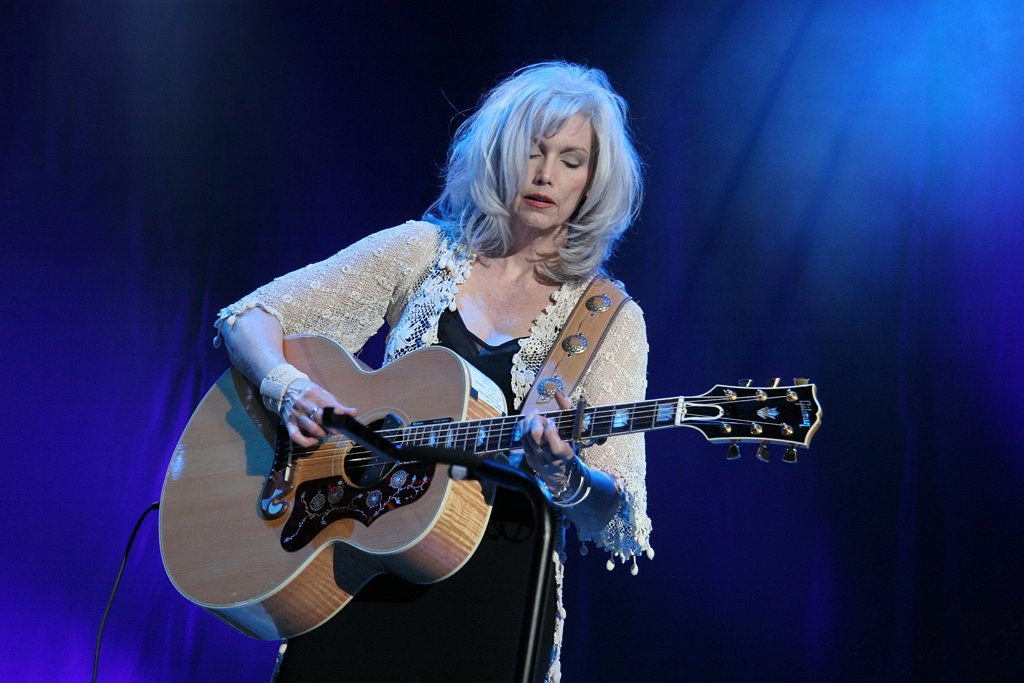
Emmylou Harris

Desde 2003 The Honors & Awards han presentado diversos conciertos anuales de entrega de premios, incluyendo los de despedida de Johnny Cash y June Carter Cash.  Artistas como The Carolina Chocolate Drops, Robert Plant & His Band of Joy, Steve Earle & Allison Moorer, Rosanne Cash y John Fogerty también han actuado en el evento anual, con actuaciones especiales de artistas como Kris Kristofferson (2003), Billy Bob Thornton (2005), Rosanne Cash (2006), Bonnie Raitt (2012/2016) y George Strait (2016).

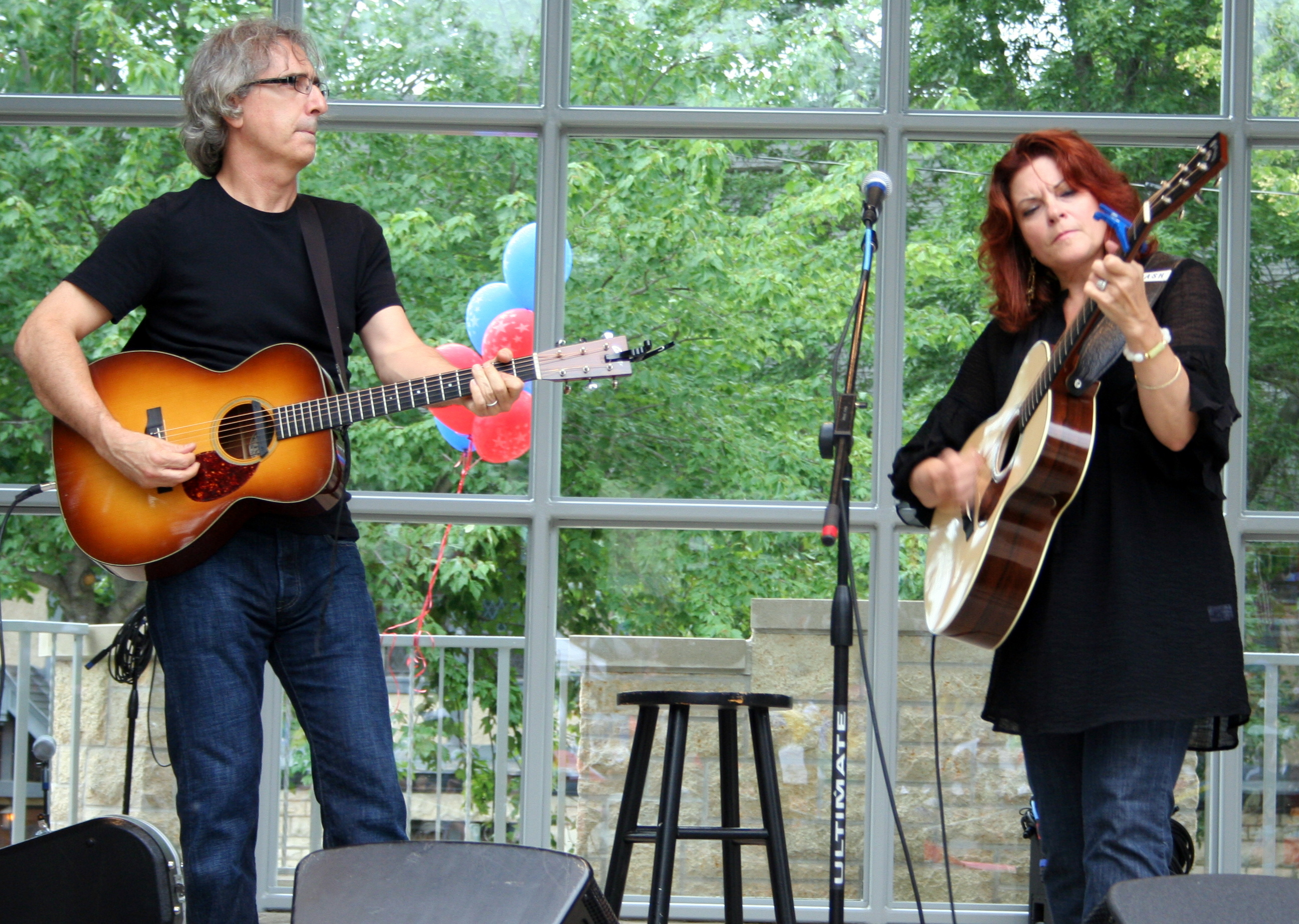
Rosanne Cash

El espectáculo tuvo su primera emisión en televisión nacional en 2005. También en 2005, SiriusXM, BBC2, y la Voz de América empezaron a retransmitir el espectáculo por la radio. PBS empezó difundir una versión abreviada durante Austin City Limits en 2011.

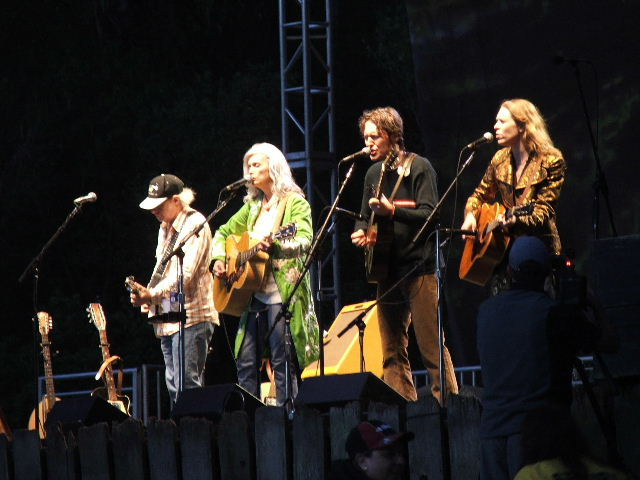
HSB 2005 - Emmylou Harris, Buddy Miller, Gillian Welch, David Rawlings

The Americana Honors & Awards Show volvieron al histórico Ryman Auditorium el 12 de setiembre de 2012. Presentó Jim Lauderdale, con la All Star Band liderada por Buddy Miller. El 2012 Honors & Awards show fue difundido por AXS TV y después en Austin City Limits por PBS.

## Proceso de nominaciones

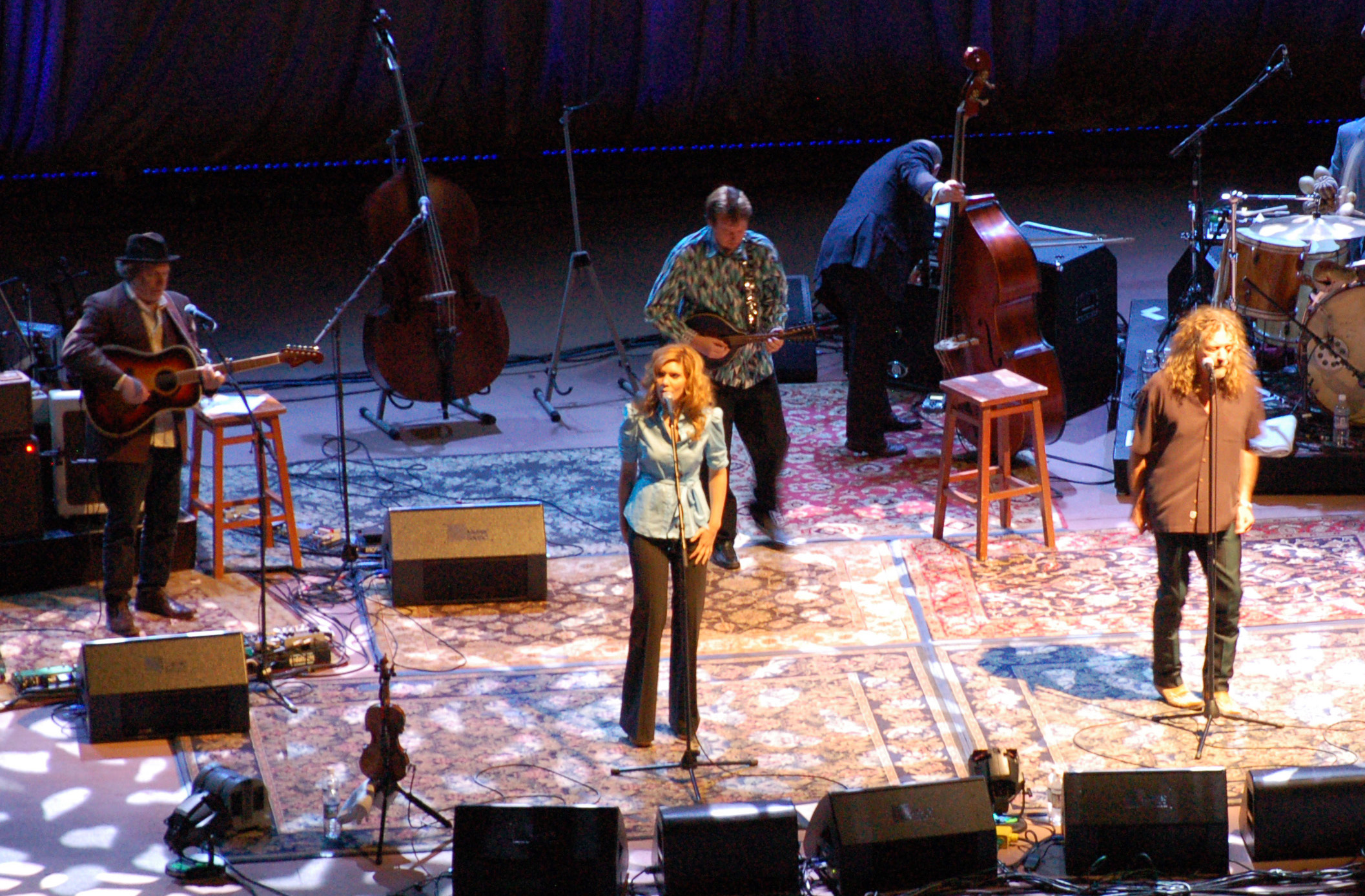
KraussPlantRedRocks2008

El periodo de elegibilidad de la Americana Music Association para las categorías anuales normalmente se extiende desde el 1 de abril hasta el 31 de marzo del año siguiente. Sólo los miembros activos de la Americana Music Association pueden participar en el proceso de Nominación y Elección. Los ganadores se anuncian en el Americana Music Honors & Awards show que tiene lugar cada año.

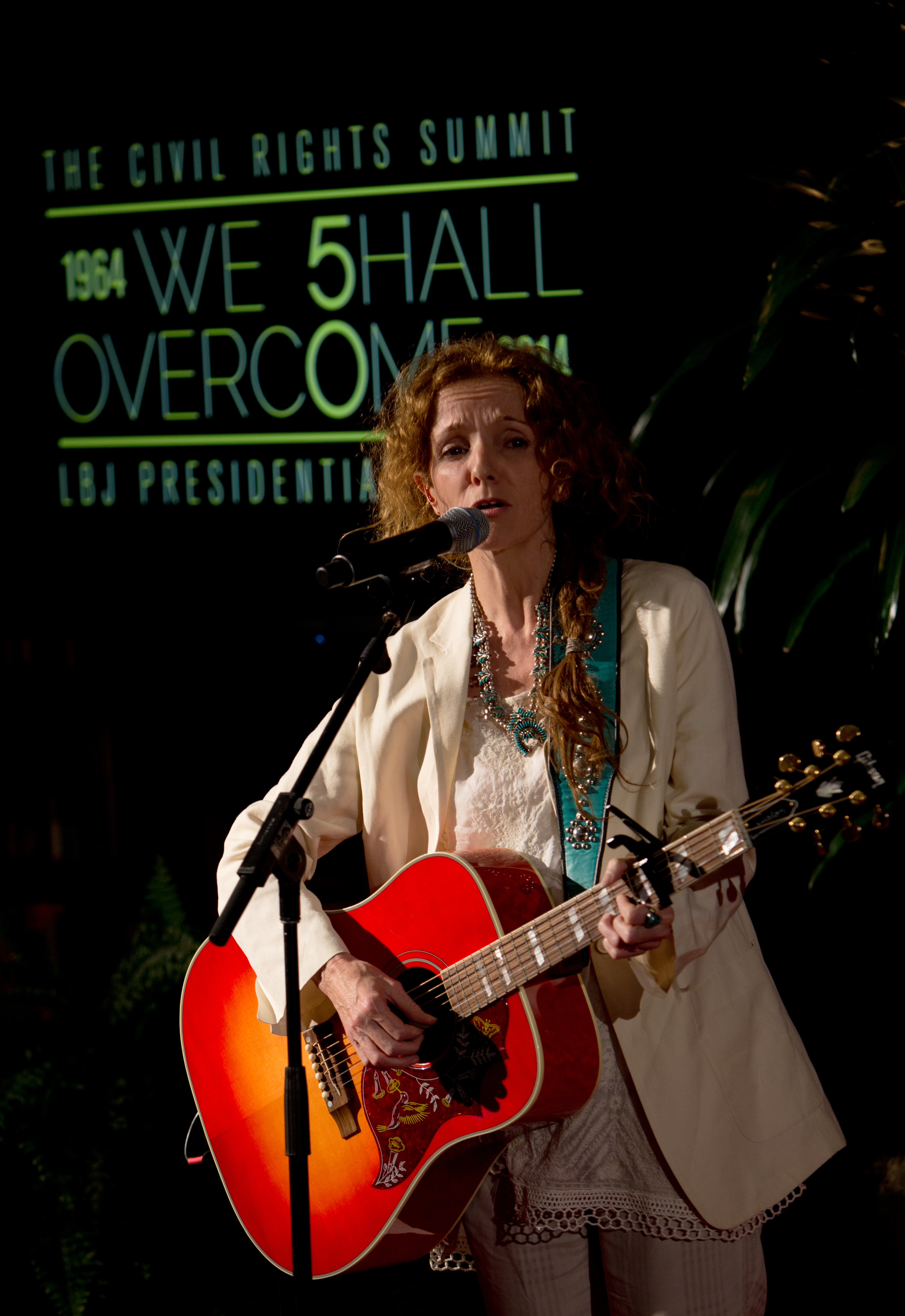
Patty Griffin

A continuación se indican los criterios para cada una de las siguientes categorías:
- Álbum del Año – Álbumes de Americana publicados durante el periodo de elegibilidad.
- Canción del Año - Canciones de discos publicados durante el periodo de elegibilidad.
- Artista del Año – Un Artista que ha tenido un año ejemplar, con base en el reconocimiento general y de la actividad ya sea a través de un álbum, canciones, la radio, publicidad, turismo, u otros criterios dentro del período de elegibilidad.
- Artista Emergente del Año - Solista, dúo o grupo que tiene un año ejemplar y el primer impacto de sensibilización pública a través del reconocimiento general y de la actividad, ya sea a través de un álbum, canciones, la radio, ventas, publicidad, turismo, u otros criterios durante el periodo de elegibilidad y que previamente no ha sido nominado en ninguna categoría.
- Dúo/Grupo del Año - Dúo/Grupo que han tenido un año ejemplar por año, con base en el reconocimiento general y de la actividad, ya sea a través de un álbum, canciones, la radio, publicidad, turismo, u otros criterios dentro del período de elegibilidad.
- Instrumentista del Año: Un premio que se da a la colaboración de un músico de carácter ejemplar dentro del periodo de elegibilidad basada en el reconocimiento general y de la actividad, ya sea a través de un álbum, canciones, giras, u otros criterios.

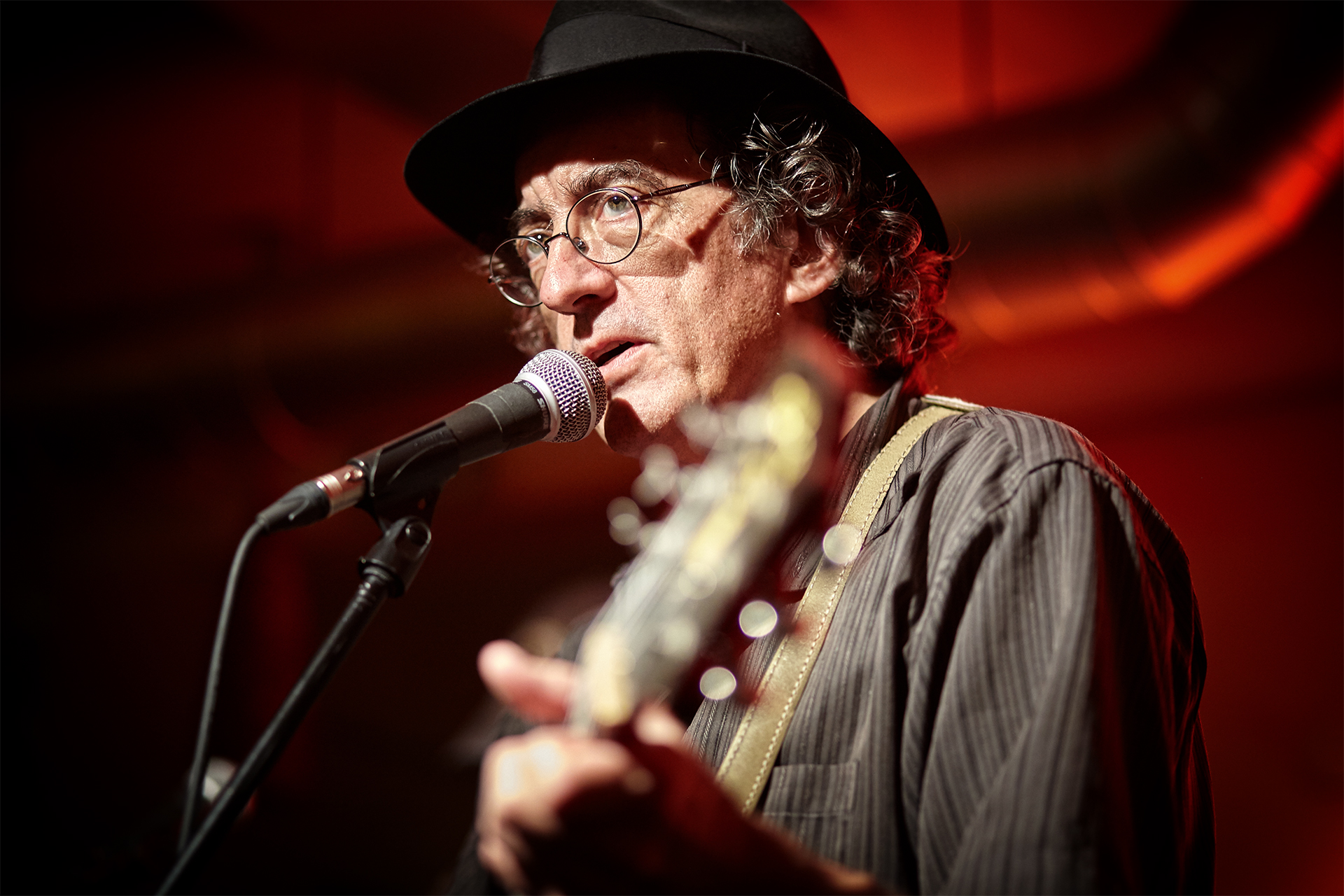
James McMurtry Eppstein Frankfurt Tour by Christian Dueringer

## Historial de los ganadores de los Americana Awards
Todos los premios también están disponibles en el sitio Web de la Americana Music Association.

### Álbum del Año

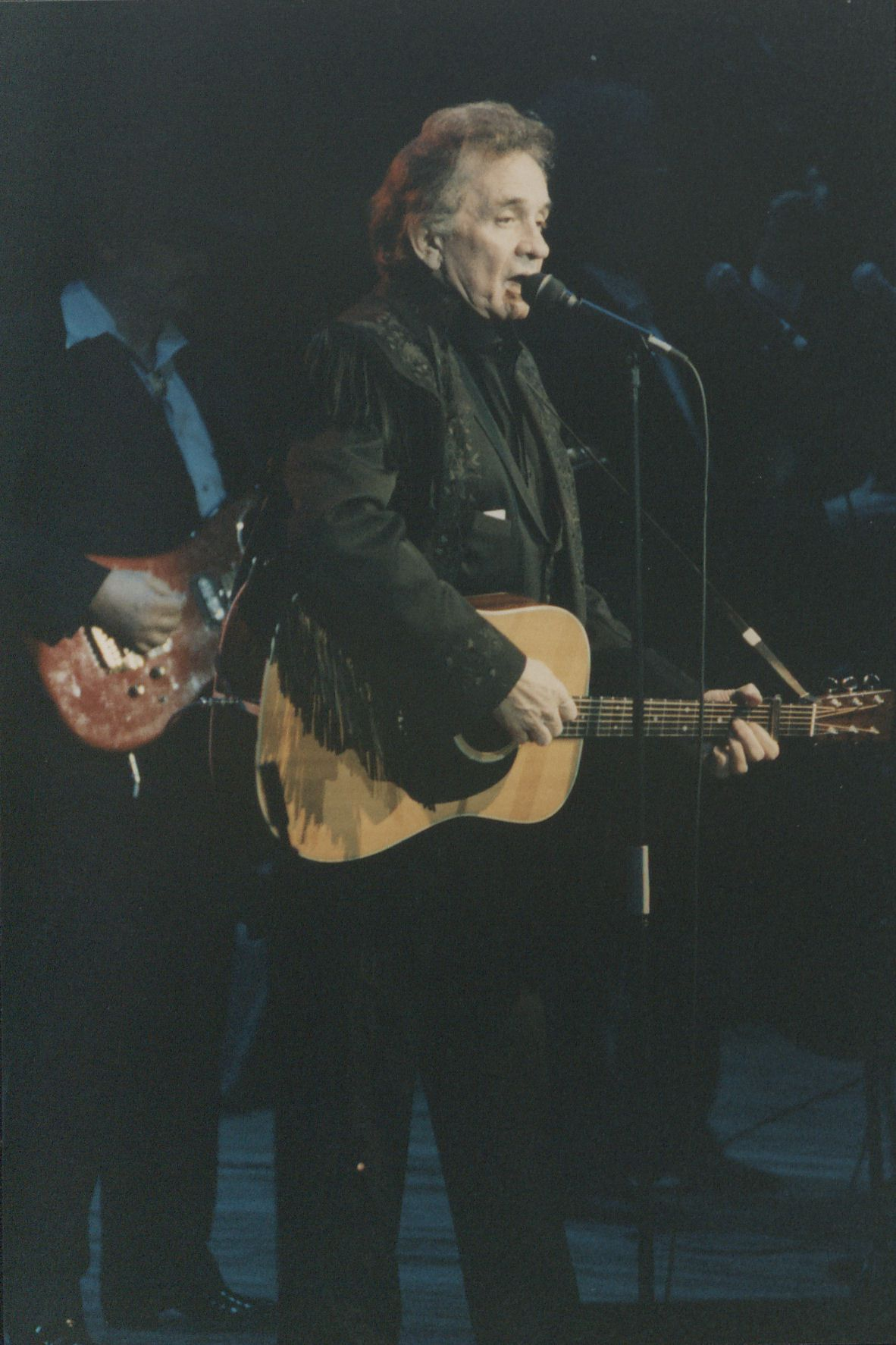
Johnny Cash al University Concert Hall, Limerick 1993

- 2018 - The Nashville Sound de Jason Isbell (Southeastern Records)
- 2017 - A Sailor's Guide to Earth de Sturgill Simpson (Atlantic Records)

- 2016 - Something More Than Free de Jason Isbell (Southeastern Records)
- 2015 – Down Where the Spirit Meets the Bone de Lucinda Williams (Highway 20 Records)
- 2014 – "Southeastern" de Jason Isbell (Southeastern Records)
- 2013 – Old Yellow Moon de Emmylou Harris y Rodney Crowell (Nonesuch)
- 2012 – This One's For Him: A Tribute to Guy Clark de Varios Artistas, Producido por Tamara Saviano y Shawn Camp (Icehouse Music)
- 2011 – Band of Joy de Robert Plant (Rounder Records)
- 2010 – The List de Rosanne Cash (Manhattan)
- 2009 – Written in Chalk de Buddy & Julie Miller (New West)
- 2008 – Raising Sand de Alison Krauss y Robert Plant (Rounder)
- 2007 – Children Running Through de Patty Griffin (ATO)
- 2006 – Childish Things de James McMurtry (Compadre)
- 2005 – Universal United House of Prayer de Buddy Miller (New West)
- 2004 – Van Lear Rose de Loretta Lynn (Interscope)
- 2003 – American IV: The Man Comes Around de Johnny Cash (Lost Highway)
- 2002 – Buddy & Julie Miller de Buddy & Julie Miller (Hightone)

### Canción del Año
- 2018 - "If We Were Vampires" de Jason Isbell; en The Nashville Sound (Southeastern Records)
- 2017 - "It Ain't Over Yet" de Rodney Crowell; en Close Ties (New West Records)

- 2016 - "24 Frames" de Jason Isbell; en Something More Than Free (Southeastern Records)
- 2015 – "Turtles All The Way Down" de Sturgill Simpson; en Metamodern Sounds in Country Music (High Top Mountain Records, Loose Music)
- 2014 – "Cover Me Up" de Jason Isbell; en "Southeastern" (Southeastern Records)
- 2013 – "Birmingham" de Shovels & Rope; en O' Be Joyful (Dualtone)
- 2012 – “Alabama Pines” de Jason Isbell; en Here We Rest (Lightning Rod)
- 2011 – “Harlem River Blues” de Justin Townes Earle; en Harlem River Blues (Bloodshot)
- 2010 – "The Weary Kind" de Ryan Bingham y T-Bone Burnett; en Crazy Heart: Original Motion Picture Soundtrack (New West)
- 2009 – "Chalk" de Julie Miller; en Written in Chalk by Buddy & Julie Miller (New West)
- 2008 – "She Left Me for Jesus" de Brian Keane y Hayes Carll; en Trouble in Mind de Hayes Carll (Lost Highway)
- 2007 – "Hank Williams' Ghost" de Darrell Scott; en Invisible Man de Darrell Scott
- 2006 – "We Can't Make It Here" de James McMurtry; en Childish Things de James McMurtry (Compadre)
- 2005 – "Worry Too Much" de Mark Heard; en Universal United House Of Prayer de Buddy Miller (New West)
- 2004 – "Fate's Right Hand" de Rodney Crowell; en Fate's Right Hand de Rodney Crowell (DMZ/Epic)
- 2003 – "Hurt" de Trent Reznor; en American IV: The Man Comes Around de Johnny Cash (Lost Highway)
- 2002 – "She's Looking At Me" de Jim Lauderdale; en Lost In The Lonesome Pines de Jim Lauderdale, Ralph Stanley & The Clinch Mountain Boys (Dualtone)

### Artista del Año

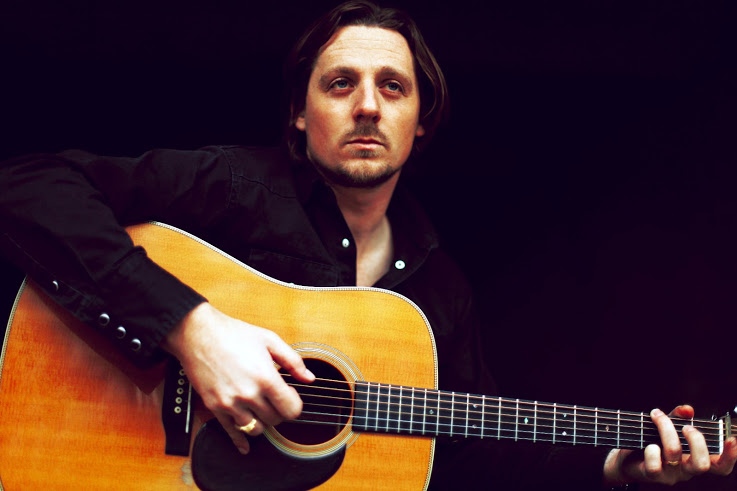
Sturgill Simpson

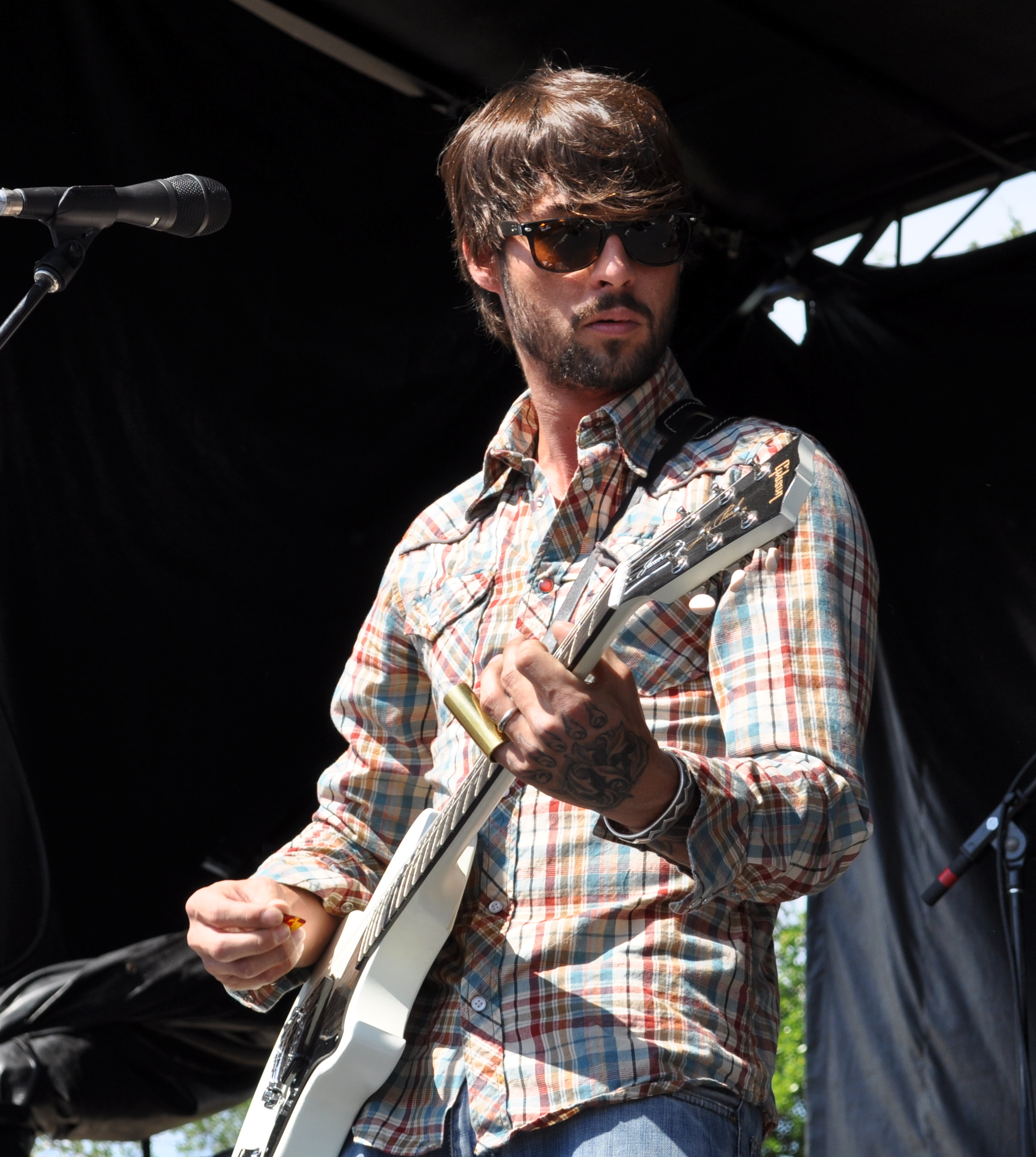
Ryan Bingham - Jacksonville FL - 2010

- 2018 – John Prine
- 2017 – John Prine

- 2016 – Chris Stapleton
- 2015 – Sturgill Simpson
- 2014 – Jason Isbell
- 2013 – Dwight Yoakam
- 2012 – Gillian Welch
- 2011 – Buddy Miller
- 2010 – Ryan Bingham
- 2009 – Buddy Miller
- 2008 – Levon Helm
- 2007 – Patty Griffin
- 2006 – Neil Young
- 2005 – John Prine
- 2004 – Loretta Lynn
- 2003 – Johnny Cash
- 2002 – Jim Lauderdale

### Dúo/Grupo del Año

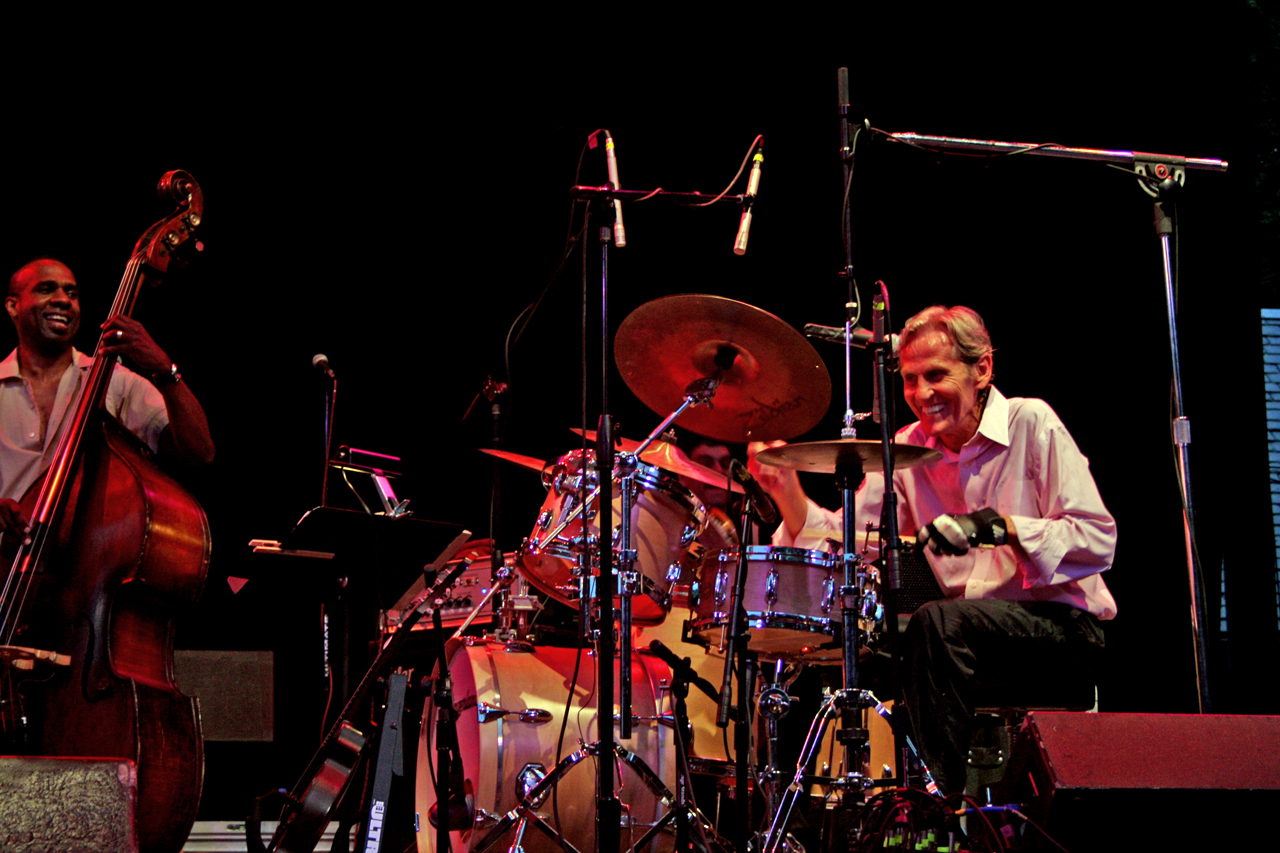
Levon Helm 2007

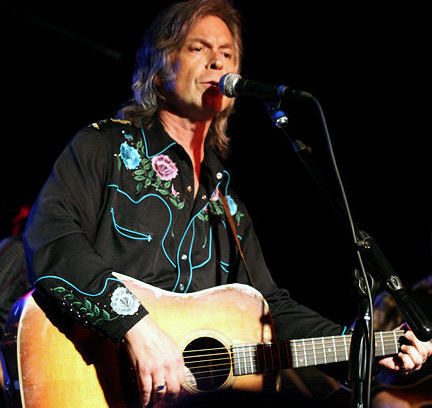
Jim Lauderdale AMA 2010

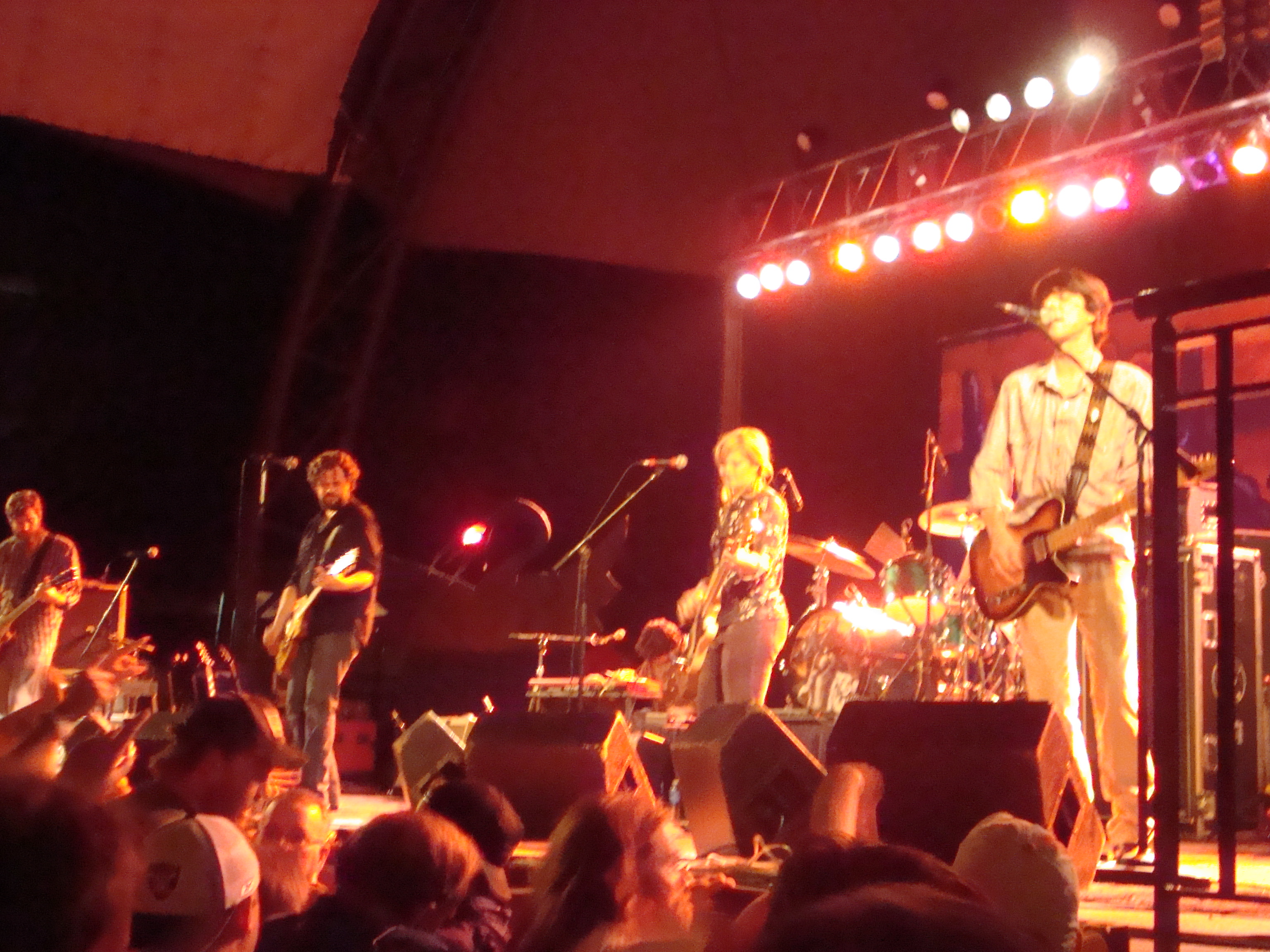
Drive By Truckers 9-20-08

- 2018 – Jason Isbell and the 400 Unit
- 2017 – Marty Stuart and his Fabulous Superlatives

- 2016 – Emmylou Harris & Rodney Crowell
- 2015 – The Mavericks
- 2014 – The Milk Carton Kids
- 2013 – Emmylou Harris & Rodney Crowell
- 2012 - The Civil Wars
- 2011 – The Avett Brothers
- 2010 – The Avett Brothers
- 2009 – Buddy & Julie Miller
- 2008 – Alison Krauss & Robert Plant
- 2007 – The Avett Brothers
- 2006 – Drive-By Truckers (primer año)

### Instrumentista del Año

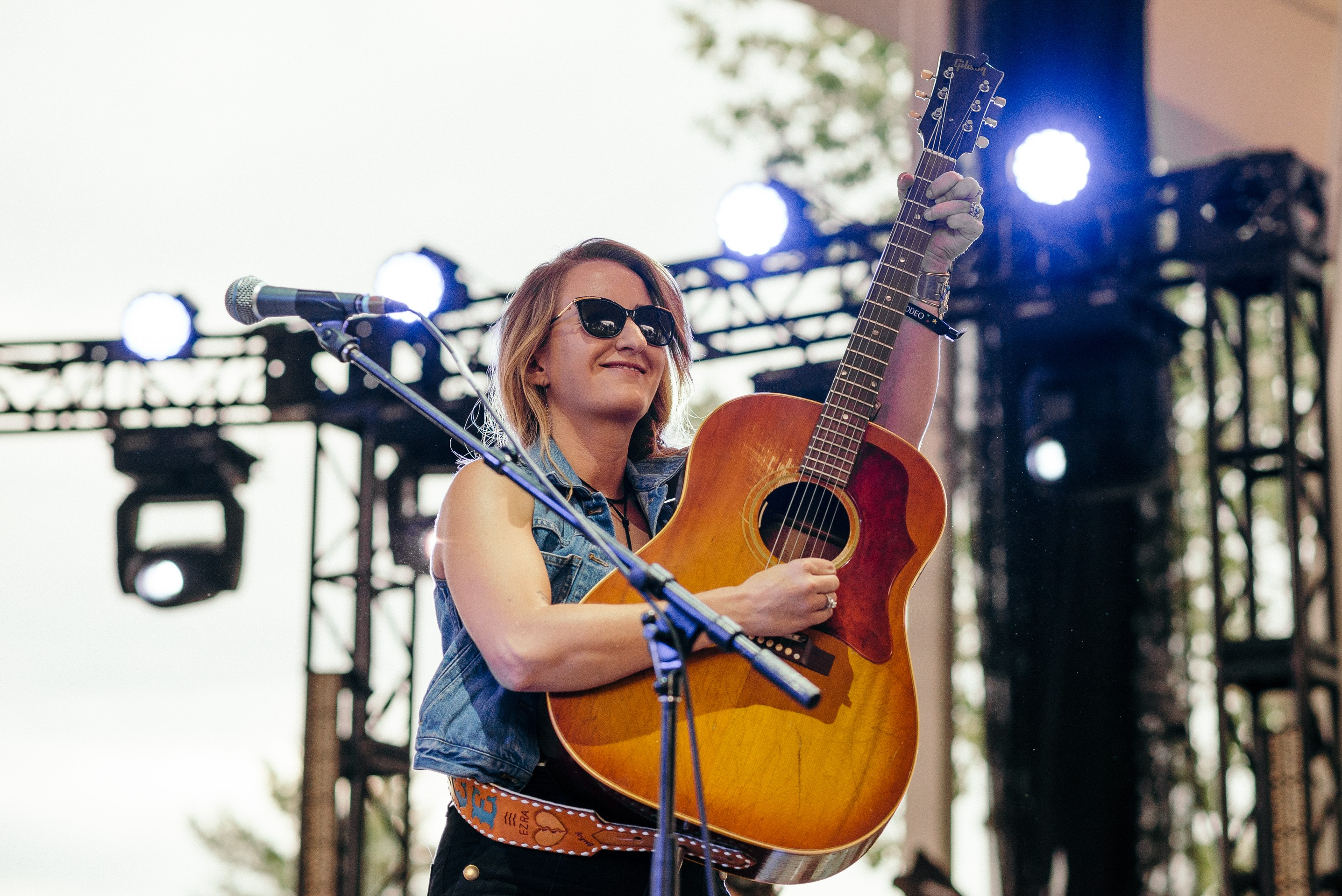
Margo Price

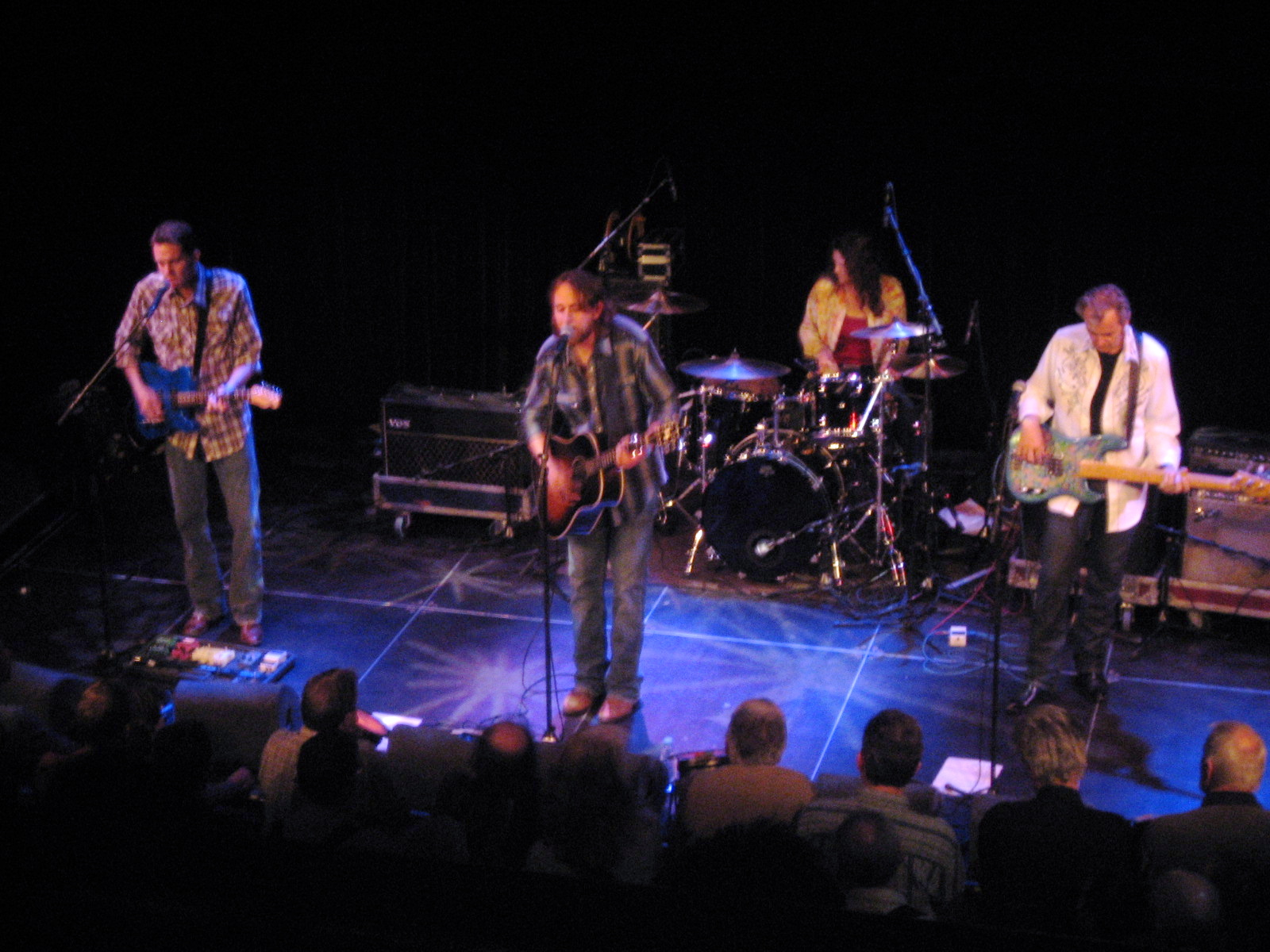
Hayes Carll 2006

- 2017 – Molly Tuttle (guitarra)
- 2017 – Charlie Sexton (guitarra)

- 2016 – Sara Watkins (violín)
- 2015 – John Leventhal (guitarra)
- 2014 – Buddy Miller (guitarra)
- 2013 – Larry Campbell (guitarra)
- 2012 – Dave Rawlings (varios instrumentos)
- 2011 – Buddy Miller (guitarra)
- 2010 – Buddy Miller (guitarra)
- 2009 – Gurf Morlix (varios instrumentos)
- 2008 – Buddy Miller (guitarra)
- 2007 – Buddy Miller (guitarra)
- 2006 – Kenny Vaughan (guitarra)
- 2005 – Sonny Landreth (guitarra slide)
- 2004 – Will Kimbrough (guitarra)
- 2003 – Jerry Douglas (dobro)
- 2002 – Jerry Douglas (dobro)

### Artista Emergente del Año

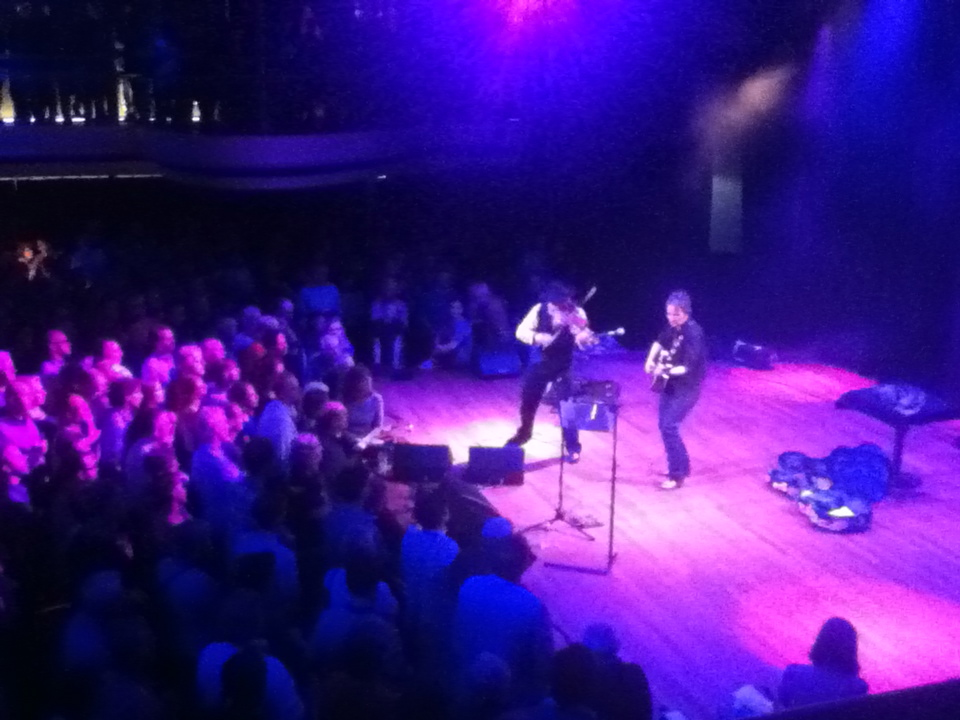
Mary Gauthier Ramblin Roots 2014

- 2018 – Tyler Childers
- 2017 – Amanda Shires

- 2016 – Margo Price
- 2015 – Shakey Graves
- 2014 – Sturgill Simpson
- 2013 – Shovels & Rope
- 2012 – Alabama Shakes
- 2011 – Mumford & Sons
- 2010 – Hayes Carll
- 2009 – Justin Townes Earle
- 2008 – Mike Farris
- 2007 – The Avett Brothers
- 2006 – The Greencards
- 2005 – Mary Gauthier
- 2004 – Mindy Smith (primer año)

### Artista Pionero de Americana
- 2018 – K.D. lang
- 2017 – Iris DeMent

- 2016 – Shawn Colvin
- 2015 – Don Henley
- 2013 – Old Crow Medicine Show
- 2011 – Bob Harris (Presentador de música británico)
- 2008 – Nanci Griffith
- 2007 – Lyle Lovett (primer año)

### Premio a la libre expresión del First Amendment Center/Americana Music Association: "Spirit of Americana"
- 2018 – Rosanne Cash
- 2017 – Graham Nash

- 2016 – Billy Bragg
- 2015 – Buffy Sainte-Marie
- 2014 – Jackson Browne
- 2013 – Stephen Stills
- 2010 – Mary Chapin Carpenter
- 2008 – Joan Baez
- 2007 – Mavis Staples
- 2006 – Charlie Daniels
- 2005 – Judy Collins
- 2004 – Steve Earle
- 2003 – Kris Kristofferson
- 2002 – Johnny Cash

### Jack Emerson, Premio a una vida de logros para Ejecutivo
- 2018 – Fundadores de Olivia Records: Judy Dlugacz y Cris Williamson
- 2017 – Fundadores de HighTone: Larry Sloven y Bruce Bromberg

- 2013 – Chris Strachwitz
- 2012 – Dennis Lord
- 2011 – Rick Hall
- 2010 – Luke Lewis
- 2009 – Ken Levitan
- 2008 – Terry Lickona
- 2007 – Mary Martin
- 2006 – Barry Poss
- 2005 – The Rounder Founders: Ken Irwin, Marian Leighton, Bill Nowlin
- 2004 – Jack Emerson
- 2003 – Sam Phillips
- 2002 – T-Bone Burnett

### Premio a una vida de logros para Instrumentista
- 2018 – Buddy Guy (guitarra)
- 2017 – Hi Rhythm (banda)

- 2015 – Ricky Skaggs (mandolina)
- 2014 – Flaco Jiménez (acordeón)
- 2013 – Duane Eddy (guitarra)
- 2012 – Booker T. Jones (piano)
- 2011 – Jerry Douglas (dobro)
- 2010 – Greg Leisz (varios instrumentos)
- 2009 – Sam Bush (mandolina)
- 2008 – Larry Campbell (varios instrumentos de cuerda)
- 2007 – Ry Cooder (guitarra slide)
- 2006 – Kenny Vaughan (guitarra)

### Premio a una vida de logros para actuaciones en directo
- 2018 - Irma Thomas
- 2017 – Robert Cray

- 2016 – Bob Weir
- 2015 – Los Lobos
- 2014 – Taj Mahal
- 2013 – Dr. John
- 2012 – Bonnie Raitt
- 2011 – Greg Allman
- 2010 – Wanda Jackson
- 2009 – Asleep at the Wheel
- 2008 – Jason & the Scorchers
- 2007 – Joe Ely
- 2006 – Alejandro Escovedo
- 2005 – Marty Stuart
- 2004 – Chris Hillman
- 2003 – Levon Helm
- 2002 – Emmylou Harris

### Premio a una vida de logros para Productor/Ingeniero
- 2010 – Brian Ahern
- 2009 – Jim Rooney
- 2008 – Tony Brown
- 2007 – Jim Dickinson
- 2006 – Allen Toussaint (primer año)

### Premio a una vida de logros para Compositor
- 2017 - Van Morrison

- 2016 – William Bell
- 2015 – Gillian Welch y David Rawlings
- 2014 – Loretta Lynn
- 2013 – Robert Hunter
- 2012 – Richard Thompson
- 2011 – Lucinda Williams
- 2010 – John Mellencamp
- 2009 – John Fogerty
- 2008 – John Hiatt
- 2007 – Willie Nelson
- 2006 – Rodney Crowell
- 2005 – Guy Clark
- 2004 – Cowboy Jack Clement
- 2003 – John Prine
- 2002 – Billy Joe Shaver

### Premio del presidente
- 2016 – Woody Guthrie
- 2015 – B. B. King
- 2014 – Jimmie Rodgers
- 2013 – Hank Williams
- 2009 – Lowell George
- 2008 – Jerry Garcia
- 2007 – Townes Van Zandt
- 2006 – Mickey Newbury
- 2005 – John Hartford
- 2004 – Familia Carter
- 2003 – Gram Parsons
- 2002 – Doug Sahm

### Premio WagonMaster
- 2016 – Jim Lauderdale
- 2007 – Porter Wagoner

## Historial de los premios  de la UK Americana Music Association

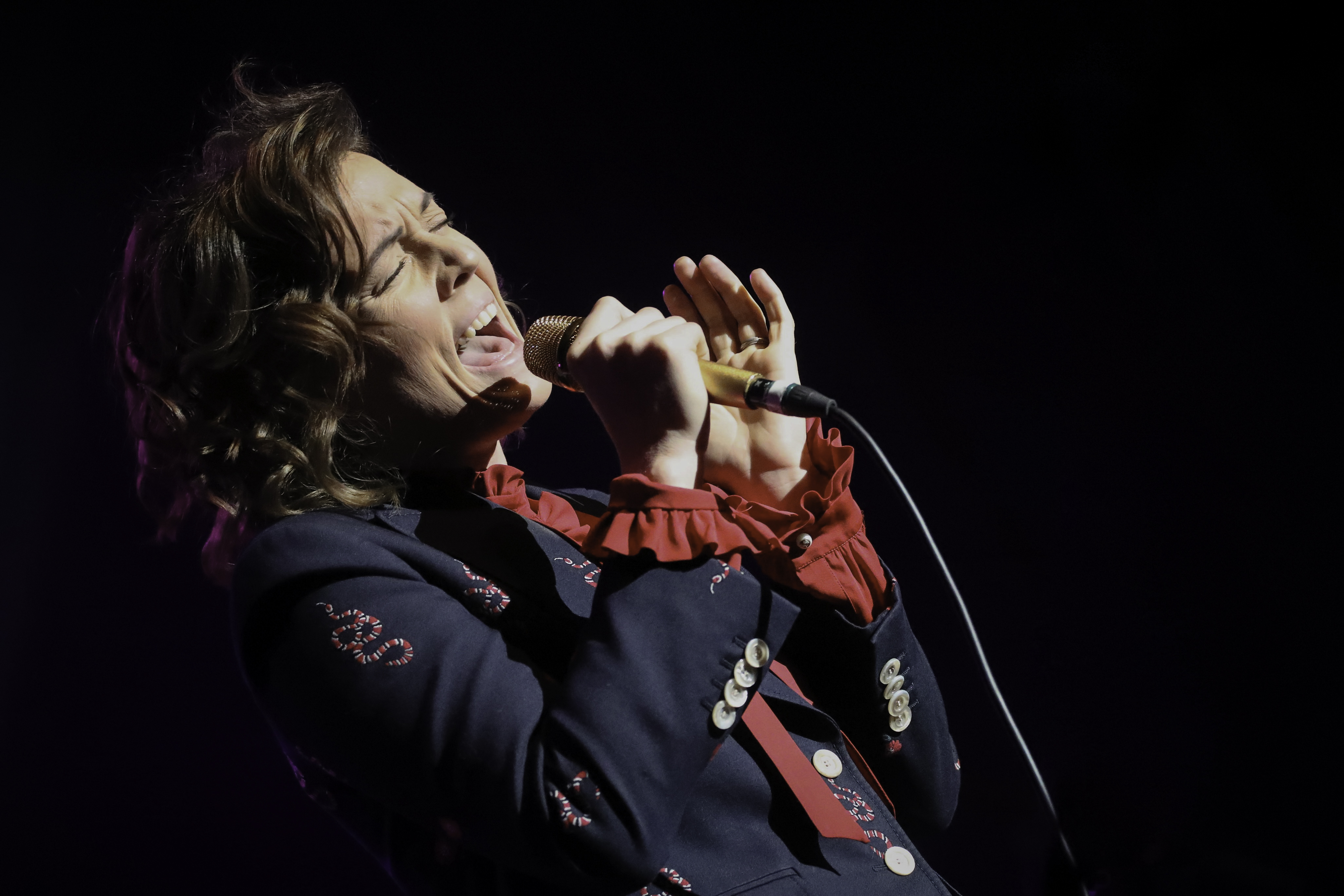
Brandi Carlile - State Theater Minneapolis

Los premios AMA inaugurales del Reino Unido fueron presentados por la Asociación de Música Americana del Reino Unido y se llevaron a cabo en el teatro St John de Hackney en Londres el 3 de febrero de 2016 y fueron presentados por Bob Harris y Ethan Johns. Los segundos premios anuales de UK Americana se celebraron el 2 de febrero de 2017 y los terceros premios se celebraron el 1 de febrero de 2018. Los quintos premios se celebraron el 30 de enero de 2020.

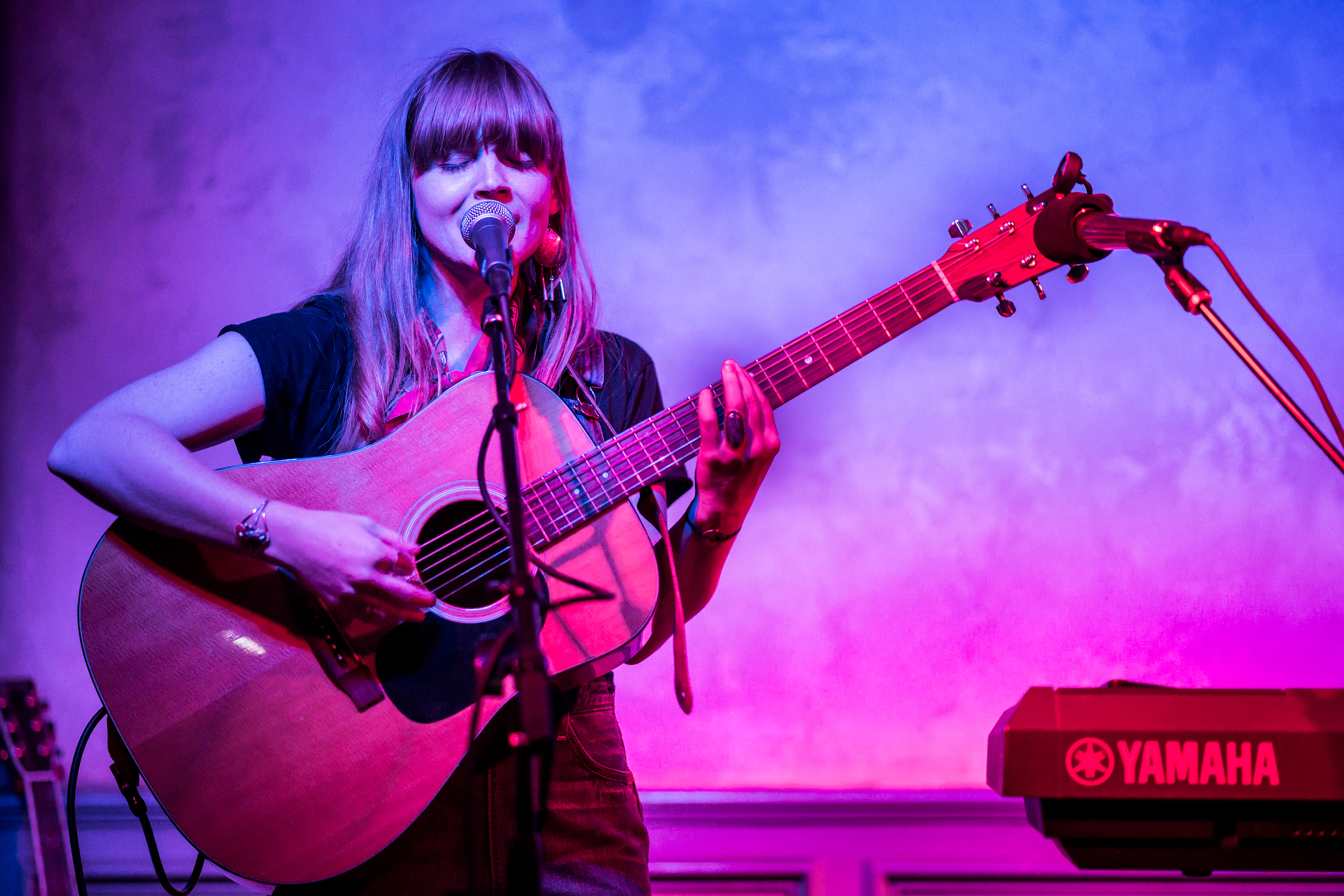
Courtney Marie Andrews 01 04 2017

### UK Album of the Year
- 2020 – Walk Through Fire by Yola (produced by Dan Auerbach)
- 2019 – Shorebound by Ben Glover
- 2018 – I'll Make The Most of My Sins by Robert Vincent
- 2017 – Ghost by Lewis & Leigh (produced by Matt Ingram)
- 2016 – What Kind of Love by Danny and the Champions of the World (produced by Chris Clarke and Danny George Wilson)

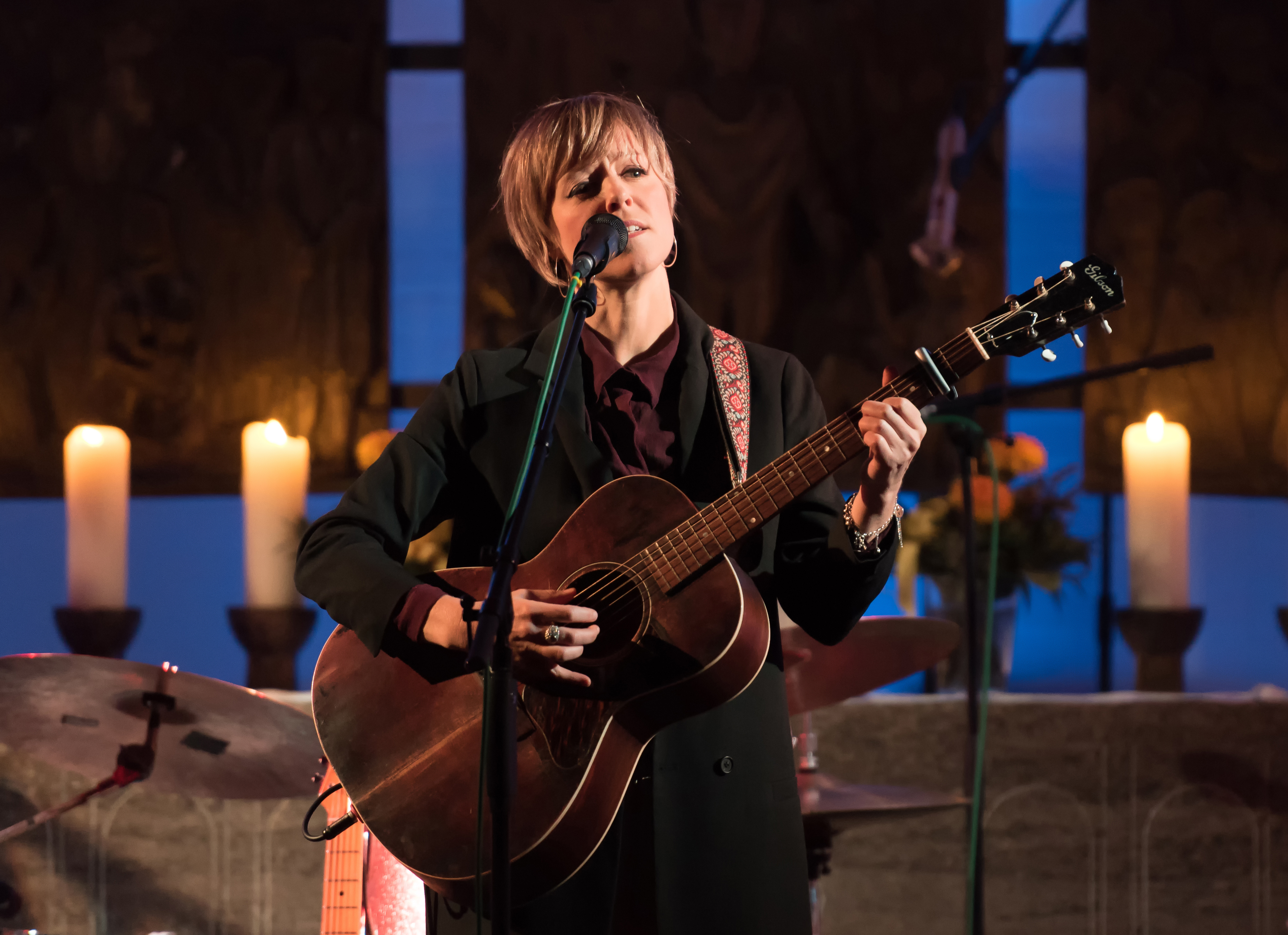
Emily Barker - Lottes Musiknacht Ansgarkirche Elmshorn 2018 08

### International Album of the Year
- 2020 – The Highwomen by The Highwomen (produced by Dave Cobb)
- 2019 – May Your Kindness Remain by Courtney Marie Andrews
- 2018 – The Nashville Sound by Jason Isbell and the 400 Unit (produced by Dave Cobb)
- 2017 – Angeleno by Sam Outlaw (produced by Ry Cooder and Joachim Cooder)
- 2016 – Blackbirds by Gretchen Peters (produced by Doug Lancio, Barry Walsh and Gretchen Peters)

### UK Artist of the Year
- 2020 – Yola
- 2019 – Bennet Wilson Poole
- 2018 – Emily Barker
- 2017 – Yola
- 2016 – Danny and the Champions of the World

### International Artist of the Year

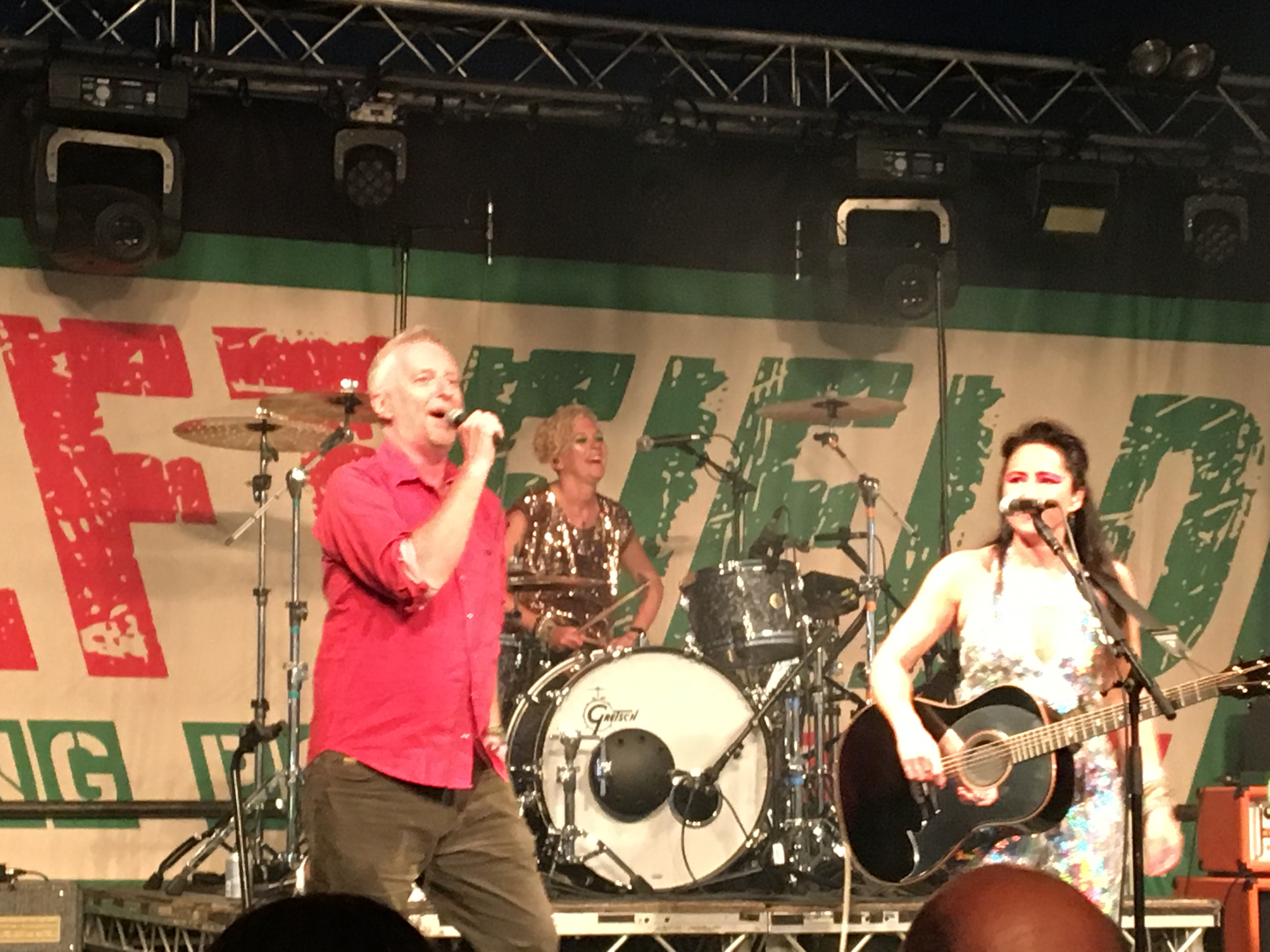
Billy Bragg y KT Tunstall en el Left Field en el Glastonbury Festival 2019

- 2020 – Brandi Carlile
- 2019 – Mary Gauthier
- 2018 – Courtney Marie Andrews
- 2017 – Sturgill Simpson
- 2016 – Jason Isbell

### UK Song of the Year
- 2020 – "Little Piece of Heaven" by Elles Bailey, Bobby Wood and Dan Auerbach
- 2019 – "Southern Wind" by Dean Owens
- 2018 – "Home" by Yola Carter
- 2017 – "The 4:19" by Al Lewis and Alva Leigh (Lewis & Leigh)
- 2016 – "Clear Water" by Danny George Wilson and Paul Lush (Danny and the Champions of the World)

### International Song of the Year
- 2020 – "Me and the Ghost of Charlemagne" by Amy Speace
- 2019 – "The Joke" by Brandi Carlile
- 2018 – "Tenderheart" by Sam Outlaw
- 2017 – "Hands of Time" by Margo Price
- 2016 – "Blackbirds" by Gretchen Peters and Ben Glover (Gretchen Peters)

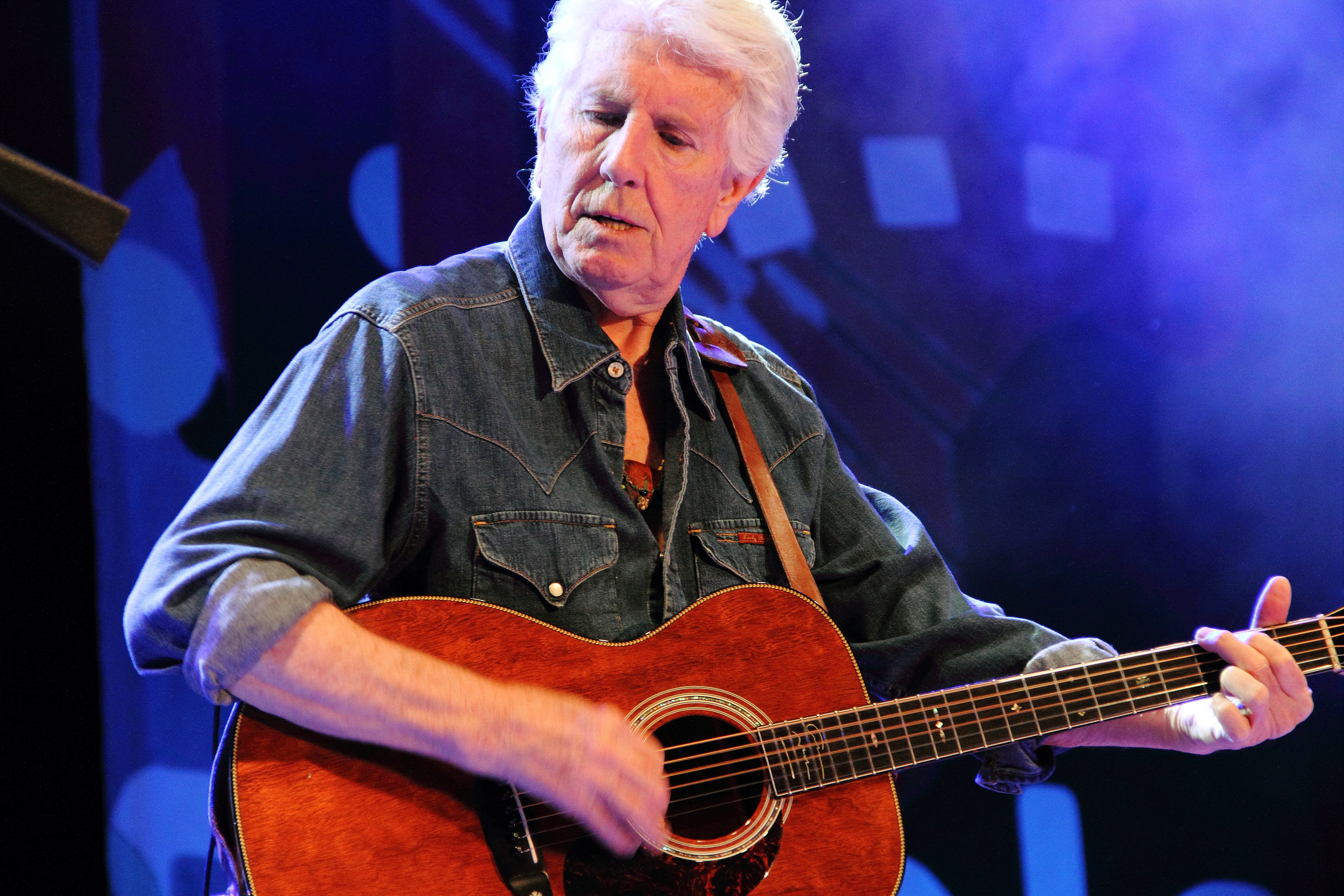
Graham Nash Rudolstadt 2018

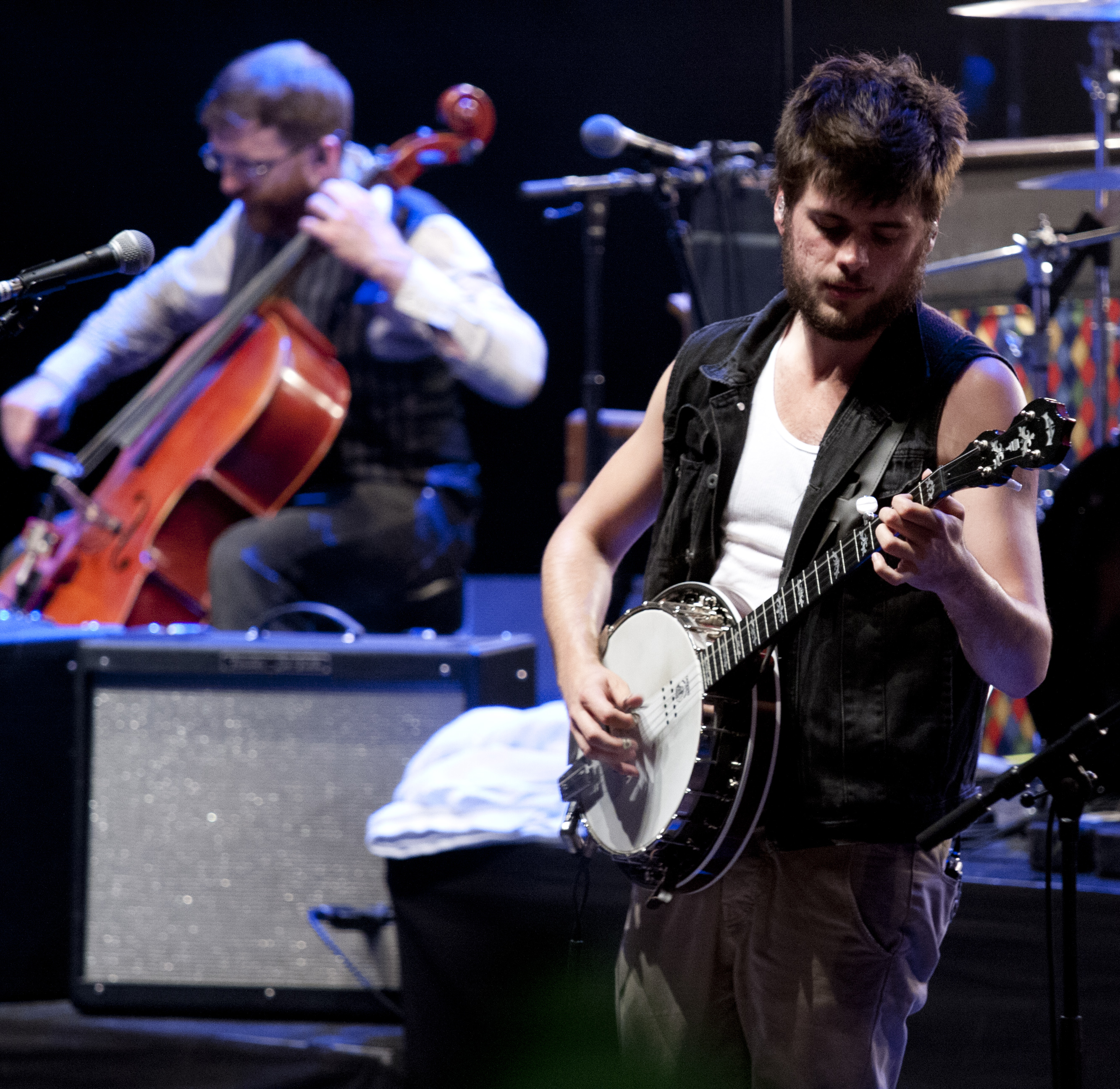
Mumford & Sons - Teatro Romano, Verona - 2 de julio de 2012

### Bob Harris Emerging Artist of the Year
- 2020 – Ferris & Sylvester
- 2019 – Curse of Lono
- 2018 – The Wandering Hearts
- 2017 – Wildwood Kin
- 2016 – Robert Vincent

### UK Instrumentalist of the Year
- 2020 – Siân Monaghan (drums)
- 2019 – CJ Hillman (multiple instruments)
- 2018 – Thomas Collison (multiple instruments)
- 2017 – CJ Hillman (multiple instruments)
- 2016 – BJ Cole (steel guitar)

### AMA Trailblazer
- 2021 – Christine McVie and Steve Earle
- 2020 – Nick Lowe
- 2018 – Mumford & Sons
- 2017 – Albert Lee
- 2016 – Billy Bragg

### AMA Lifetime Achievement Award
- 2021 – Elvis Costello and Mavis Staples
- 2020 – Joan Armatrading
- 2019 – Graham Nash
- 2018 – Robert Plant
- 2017 – Richard Thompson

### Songwriters Legacy Award
- 2021 – John Prine